# Comté de Wellington (Ontario)
Pour les articles homonymes, voir Wellington (homonymie).
Le Comté de Wellington est une division de recensement dans le sud-ouest de la province d’Ontario, Canada. Le chef-lieu est dans la ville de Guelph et il compte sept villes ou villages. Cependant, le comté de Wellington n'inclut pas la ville de Guelph et il est à prédominance rurale. Plusieurs de ses résidents travaillent à Guelph, Kitchener, Brampton, Mississauga et même Toronto.
En octobre 2008, le comté de Wellington a fait la liste des Cent meilleurs employeurs par Mediacorp Canada Inc. et le magazine Maclean's. Le même mois, il s'est vu décerner le titre d'un des meilleurs employeurs de la région de Waterloo dans le journal Guelph Mercury.

## Municipalités
- Canton de Wellington Centre
- Erin
- Canton de Guelph/Eramosa
- Canton de Mapleton
- Minto
- Canton de Puslinch
- Canton de Wellington Nord

## Histoire

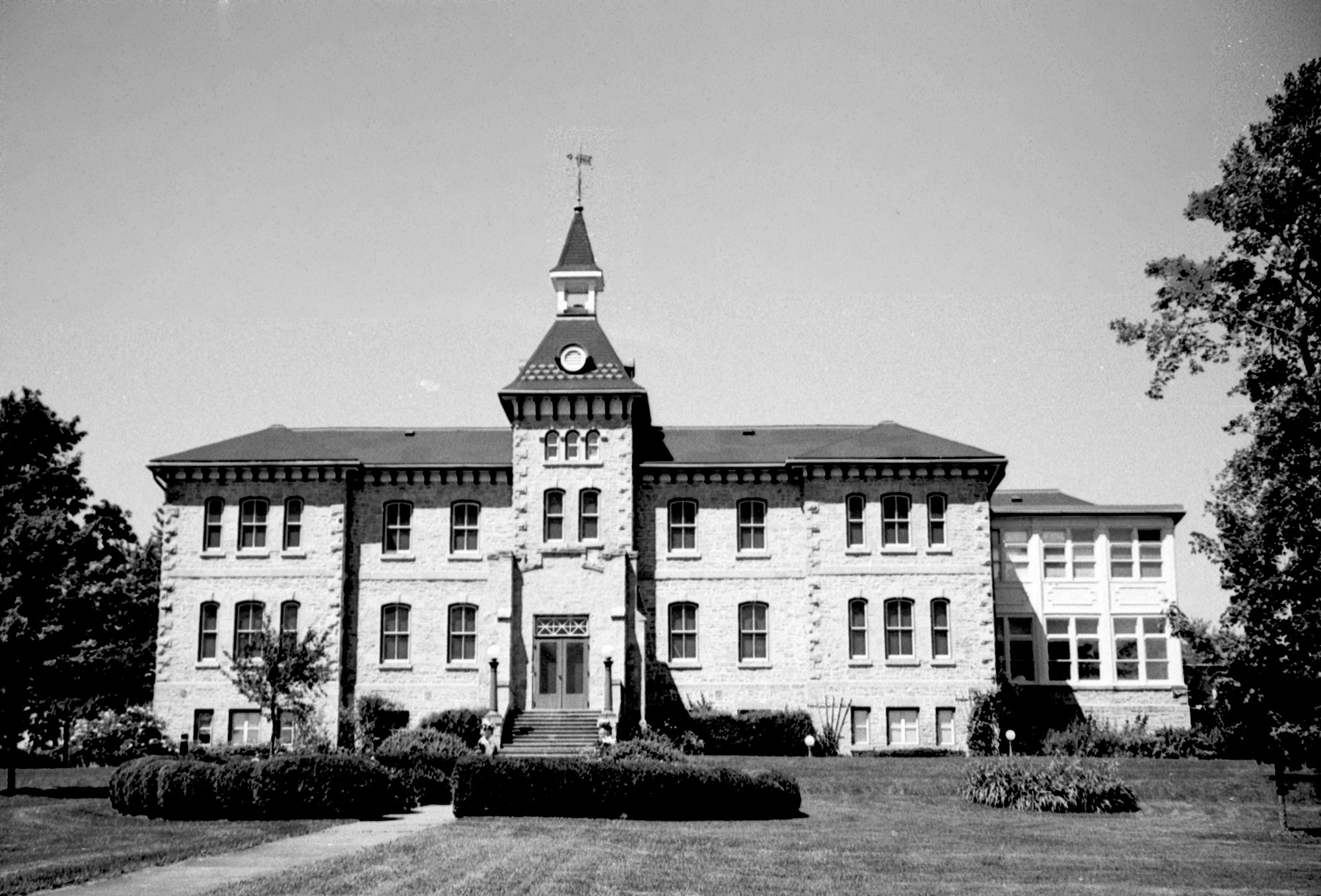
Musée du comté de Wellington à Fergus.

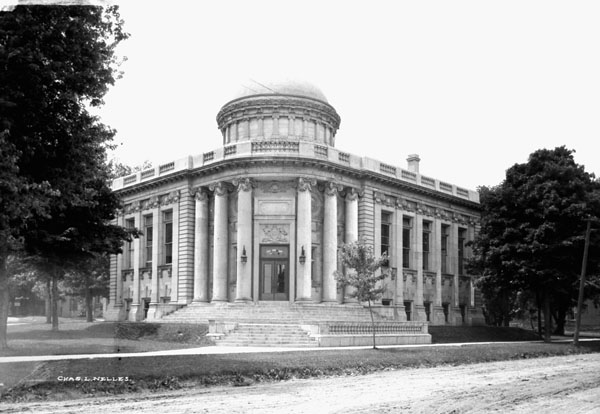
La bibliothèque Carnegie originale à Guelph.

En 1837, un acte du Parlement britannique crée le district de Wellington et donne des crédits pour un palais de justice ainsi qu'une prison pour la ville de Guelph. En 1840, les premiers commissaires du comté sont nommés, ce dernier comptant dix-huit municipalités
,. Il s'agissait de la ville de Guelph, des villages de Fergus, Elora, Mount Forest et Orangeville et des cantons de :
- Arthur (261 km²), créé en 1835 et nommé en l'honneur de Arthur Wellesley de Wellington, 1er Duc de Wellington et qui comprend les villages de Arthur, Kenilworth et Mount Forest ;
- Eramosa (180 km²), créé en 1821, dont le nom est une déformation de l'amérindien « un-ne-mo-sa » signifiant chien et qui comprend les villages de Eden Mills, Rockwood, Speedside et Eramosa ;
- Erin (286 km²), créé en 1820 et comprend Erin, Hillsburg, Mimosa ;
- West Garafraxa, (190 km²), créé en 1821, dont le nom semble venir de l'amérindien « place des panthères » et qui comprend partiellement Fergus ainsi que Reading, Metz et Garafraxa ;
- Guelph (144 km²), créé en le 23 avril 1827 par John Galt de la Canada Company ;
- West Luther (202 km²), créé en 1821 et nommé en l'honneur du chef réformiste Martin Luther. Une anecdote veut que l'arpenteur, un catholique, pestant contre le terrain marécageux de la région déclara « c'est le pire lieu que j'ai vu » et le nomma Luther pour cette raison. Elle comptait les villages de Monck, Stonywood, Damascus et Arthur ;
- Maryborough (230 km²), créé en 1840 et nommé en l'honneur du frère du Duc de Wellington, le Baron de Maryborough. Il comptait les villages de Drayton, Moorefield et Rothsay ;
- Minto (283 km²), créé en 1840 et nommée en l'honneur du Comte de Minto, un pro-consul d'Inde. Les villages de Harriston, Palmerston et Clifford s'y sont développés de  1861 à 1875 ;
- Nichol (109 km²), un des cantons loués pour 999 ans des amérindiens par Joseph Brant puis devenu un canton de la couronne en 1822. Il est nommé en l'honneur du colonel Robert Nichol de Norfolk qui combattit dans  la Guerre anglo-américaine de 1812. Il comptait les villages de Elora, Fergus, Salem et Barnet ;
- Peel (302 km²), créé en 1835, nommé en l'honneur de Sir Robert Peel. Il comptait les villages de Drayton, Glenallan, Goldstone et Alma créés de 1850 à 1853 ;
- Pilkington (117 km²), nommé en l'honneur du lieutenant Robert Pilkington (devenu plus tard général) qui accompagna John Graves Simcoe au Haut-Canada. Il comprend Elora ;
- Puslinch (236 km²), nommé pour Pushlinch au Devonshire, le lieu de résidence de l'épouse de John Colborne avant son mariage.